# El Saucejo
El Saucejo é um município da Espanha na província de Sevilha, comunidade autónoma da Andaluzia, de área 92 km² com população de 4428 habitantes (2007) e densidade populacional de 46,53 hab/km².

## Demografia
| Variação demográfica do município entre 1991 e 2004 | Variação demográfica do município entre 1991 e 2004 | Variação demográfica do município entre 1991 e 2004 | Variação demográfica do município entre 1991 e 2004 |
| --------------------------------------------------- | --------------------------------------------------- | --------------------------------------------------- | --------------------------------------------------- |
| 1991                                                | 1996                                                | 2001                                                | 2004                                                |
| 4047                                                | 4163                                                | 4250                                                | 4298                                                |